# Raúl Silanes
Raúl Silanes (Chile, 28 de noviembre de 1958 - Las Heras, Mendoza, Argentina, 14 de septiembre de 2023) fue un poeta, novelista y periodista argentino. Sus obras han sido destacadas en el ámbito nacional e internacional, siendo muchas de ellas traducidas a más de 15 idiomas.

## Trayectoria
Silanes nació en 1958 en Chile. Ingresó como pupilo en el colegio jesuita San Luis Gonzaga, donde comenzó a escribir sus primeras poemas.
En 1982, publica sus primeros libros "No dejarse llevar" y "Soles subterraneos", este último ganador del premio de la Sociedad Argentina de Escritores (SADE). Su novela de 1986, "Devolución de Babel", ha merecido en Francia un importante análisis académico, considerándola “magnífica expresión de la incapacidad de diálogo, absurdo y sin sentido que pesa sobre los argentinos”. Su libro "La Iluminada" de 2001, confirma el valor que tienen sus obras en el extranjero.
En 2002 fue nominado para Premio Príncipe de Asturias.

## Críticas
La profesora y traductora Béatrice Chenot, de la Universidad Bordeaux-Montaigne, comenta "Silanes señala que relata algo en parte real, pero también en parte utópico, en la medida que está forjando su propio mundo, un mundo en el que cree más que en el mundo cotidiano, nuestro, supuestamente real. Silanes vive más dentro de su realidad literaria que dentro de su cotidianeidad." Para Carlos La Rosa del Diario Los Andes, "Silanes escribe novelas como si filmara películas. Es más, para precisar mejor, Silanes escribe novelas que podrían ser películas de Leonardo Favio. La cantidad de imágenes que inundan cada una de sus obras, página tras páginas, hacen que se destaque por su imaginación descontrolada y por su enorme talento para resolverlas de manera siempre deslumbrante". Martin Campos, en su libro "La desnudez del no dominio", relata la vida y obra de Silanes; y comenta: “He visto a Silanes tanteando como un ciego, oliendo en el aire (…) las palabras agazapadas, en lo invisible, para nosotros, visibles y tangibles, para él. Otras veces lo he visto como palpando a ciegas esa ‘inalcanzabilidad’ de la que habla, sobre todo, cuando mira hacia la montaña, como si buscara una distancia eterna y a la vez metafórica, como si de ese lugar proviniese esa voz que se le impone”.

## Obra
Poesía
- "No dejarse llevar" (1982), Robert Enterprise, Orange, California, Estados Unidos
- "Soles subterráneos" (1982), Sociedad Argentina de Escritores, Mendoza, Argentina.
- "Nidos y Redes" (1995), Ediciones Culturales de Mendoza, Argentina.
- "Sitiados" (1997), Ayuntamiento de Arnedo, Logroño, España
- "El Cielo" (1999), Ediciones del Dock, Buenos Aires, Argentina.
- "La iluminada" (2001), Ayuntamiento Villanueva de la Cañada, Madrid, España.
- "Dumb" (2004), Duluth Press, Georgia, EE. UU.
- "Dumb II" (2006), Gwinnett Printing, Lilburn, Georgia, EE. UU.

Cuentos
- "Primer límite roto" (1983), El Paisaje, Aranguren, España.
- "La sombra del hielo también se derrite" (1993), AMEP, Córdoba, Argentina.
- "El bebedor de jugo de pomelo" (1995), Fundación Samuelson, Nueva York, Estados Unidos.
- "Mujeres" (2005), Ciudad Autónoma de Melilla, España.

Novela
- "Devolución de Babel" (1986), Sociedad Argentina de Escritores, Mendoza, Argentina.
- "Envidia el viento a los difuntos" (2012), Municipalidad de la Ciudad, Mendoza.[7]

## Distinciones
- Universidad Nacional de Cuyo (Argentina, 1972, Poesía).[3]
- Instituto Cultural Argentino-Mexicano (Argentina, 1974, Poesía).
- Sociedad Argentina de Escritores (Argentina, 1975, Cuento).
- Nacional San Martín (Argentina, 1976), Poesía).[8]
- Bienal de Literatura (Mendoza,Argentina, 1980-1981, Prosa: autor más joven que recibe este galardón).[3]
- Sociedad Argentina de Escritores (Mza, Argentina, 1982, Novela).
- Furman (EE. UU. 1982, Poesía)[3][8]
- Premio Sociedad Argentina de Escritores, 1985[4]
- Alameda (Mendoza, Argentina, 1994, Poesía).
- Plaza Calderón, Méjico, 1994, Poesía).
- Samuelson (EE. UU. 1995, Poesía)[3][8]
- Sociedad Argentina de Escritores (Argentina, 1995, Poesía).
- Arnedo (España, 1996, Poesía).[3]
- Gabrielle D'Annunzio (Italia, 1998, Poesía).
- Finalista Alfaguara Uno (Argentina, 1998, Novela).
- Dock (Argentina, 1999, Poesía)[3][8]
- Premio Internacional Encina de la Cañada en España en 2001. Su colección de poemas “La iluminada” fue elegido como el mejor entre otros 244 poemarios.[9]
- Nominado para Premio Príncipe de Asturias (España, 2002).
- Robert Lowell (EE. UU. 2004, Poesía)[3][8]
- Finalista Móstoles (España, 2005), Poesía).
- Finalista Felguera (España, 2006, Cuento).
- II Premio "Encarna León Melilla, 2005 y 2007, Cuento).
- Finalista del Concurso de Poesía “Olga Orozco” (Argentina, 2008, Poesía).[8] Es el premio de poesía más importante en habla hispana de los últimos tiempos, ya que el jurado son todos Premio Cervantes. El libro de Raúl Silanes se titula "Atrios"
- Raúl Silanes lee sus poemas en ciudades de EE. UU. en mayo de 2009. La gira formó parte de un programa de aliento a la lectura y producción de poesía, el cual consistió -según cuenta el propio Silanes - en "llevar de la mano de sus autores la poesía premiada en los últimos años en EE. UU. a distintos ámbitos, como bibliotecas, cámaras de comercio, iglesias, universidades, parques?" Leer más.
- Raúl Silanes obtiene Premio Publicación del Certamen Novela Ciudad de Mendoza 2010 por “Envidia el viento de los difuntos” El jurado estuvo compuesto por Claudia Piñeiro (la exitosa autora de “Las viudas de los jueves”), Federico Jeanmaire (Premio Clarín 2009)y Magdalena Nallim (profesora de la UNCuyo).
- Raúl Silanes gana Premio Fundación Carla Roberti 2010 por su novela Difuntos, junto con el escritor alemán Helmut Franz.
- III Premio Santiago en Cien, Santiago  de Chile, 2012 (por su microrrelato "Sopa", entre más de 50 000 textos enviados de todo el mundo)[10]
- Finalista Premios Médici, Roma, Italia, 2012.